# Tanaecia colorata
Tanaecia colorata är en fjärilsart som beskrevs av Hans Fruhstorfer 1913. Tanaecia colorata ingår i släktet Tanaecia och familjen praktfjärilar. Inga underarter finns listade i Catalogue of Life.